# Quadball in Italia
Il quadball è stato introdotto in Italia attraverso la popolarità dei libri di Harry Potter negli anni '90 e 2000. Gli appassionati della serie hanno iniziato a organizzare partite amatoriali nelle scuole e nei parchi, sperimentando con regole e ruoli. Negli anni 2000 nella penisola sono state fondate le prime squadre competitive, composte principalmente da fan della serie Harry Potter che volevano trasformare il Quidditch da un'idea di fantasia in uno sport reale. Nel 2010 l'Associazione Internazionale di Quidditch (International Quidditch Association, IQA) ha stabilito regole ufficiali per quello che, tra le altre maniere, è stato definito Quidditch su terra per differenziarlo da quello immaginario che si svolge nel Mondo magico di Harry Potter, rendendo lo sport più strutturato e organizzato. Le squadre italiane hanno adottato queste regole e iniziato a competere in tornei nazionali e internazionali nel 2013 con la fondazione della Associazione Italiana Quidditch. Il Quidditch locale ha quindi visto una crescita costante di squadre e giocatori impegnati a livello competitivo. Si sono svolti campionati nazionali e tornei internazionali in cui le squadre italiane hanno avuto l'opportunità di competere contro squadre provenienti da tutto il mondo. L'Italia ha anche formato una squadra nazionale di Quidditch che ha rappresentato il paese in competizioni internazionali come il Campionato Mondiale del quale l'Italia, Firenze nella fattispecie, è stata Sede ospitante nell'edizione 2018. Nel corso degli anni in Italia sono state create infrastrutture e campi dedicati al Quidditch, contribuendo a migliorare ulteriormente la pratica dello sport.

## Storia

### Primi passi
Il movimento italiano del quidditch nasce nel dicembre 2011, quando a seguito della visione di alcuni video su YouTube, e delle notizie sulla World Cup V (tenutasi a New York nel novembre 2011) Michele Clabassi decise di aprire una pagina Facebook dal nome Italia Quidditch, e al tempo stesso di tradurre il regolamento allora in uso, la versione 5, per guadagnare un po' di visibilità a livello nazionale. La pagina ebbe gli effetti sperati, attirando sempre maggiore interesse per quelle che in pochi mesi sarebbero state le prime squadre italiane. In precedenza l'unica presenza italiana nel quidditch erano stati un gruppo di ragazzi delle medie a Mestre, guidato da Enrico Higginbotham, e la partecipazione alla World Cup V di una ragazza italiana con la squadra finlandese di Vaasa, attualmente non più attiva.
Nel frattempo nascono le prime squadre, a Milano i Meneghins, a Roma gli S.P.Q.R. Queste due squadre, ed una terza, Gli Ignoranza, squadra dalla vita assai breve, partecipano qualche mese più tardi al primo torneo in Italia, il 2 giugno 2012 a Novegro (MI) organizzato da Daniela Marchegiani ed Enrico Rinaldi. Nello stesso anno Enrico e Daniela organizzano il 28 dicembre un torneo di natale a Latina in cui hanno partecipato S.P.Q.R. e Latina Firestars, con la vittoria di questi ultimi.
È sull'onda dell'entusiasmo del primo torneo che le prime squadre italiane allora esistenti si sono iscritte alla International Quidditch Association.

### Prove generali
Prima della costituzione dell'Associazione Italiana Quidditch nacque il MAGiQ, la Massima Assemblea dei Giocatori di Quidditch. A parte il nome che tradisce quanto l'animo potteriano fosse forse allora più forte, questo era un primo tentativo di darsi un'organizzazione ufficiosa in cui un'assemblea di rappresentanti delle squadre si confrontavano per dare una sorta di struttura al quidditch in Italia. Segretario di questo organismo è stato Dario Donnarumma di Napoli.
Il primo campionato - non ufficiale - di quidditch in Italia si è svolto nella stagione 2012/2013 ed è stato vinto dalla Milano Meneghins (allora Lambro Strikers), squadra che ha partecipato inoltre al Campionato Europeo nello stesso anno classificandosi terza.

### Dalla nascita della AIQ
Nel 2013 nasce l'Associazione Sportiva Dilettantistica "Associazione Italiana Quidditch" (in breve AIQ), che si occupa della promozione e della gestione del quidditch in Italia. L'AIQ è affiliata all'IQA. Il primo Consiglio Direttivo è composto da Michele Clabassi (presidente), Gianluca Tenzone (vicepresidente), Andrea Miglietta (segretario), Velia Cavallini (tesoriere), Dario Donnarumma e Saverio Covello (consiglieri).
Il primo evento ufficiale AIQ si è tenuto il 1º maggio 2014, presso il campo sportivo del CIT Turin (Torino). L'evento, denominato "Torneo Nazionale Italiano AIQ", ha visto quattro squadre partecipanti: Milano Meneghins Quidditch, Lunatica Quidditch Club, S.P.Q.R., GreenTauros Quidditch Torino. Il Torneo è stato vinto dai brindisini del Lunatica Quidditch Club, che hanno concluso l'evento da imbattuti, stabilendo anche un record di boccini presi: 6 boccini su 6, su 4 partite giocate, 2 delle quali risoltesi ai supplementari.
L'Italia ha ospitato nel 2015 la prima edizione degli European Games, un campionato europeo per squadre nazionali riconosciuto dalla International Quidditch Association. L'evento si è tenuto a Sarteano, in provincia di Siena, dal 24 al 27 luglio, con la partecipazione di 12 squadre rappresentanti altrettanti organizzazioni nazionali o sub-nazionali, di seguito in ordine di classifica: Francia, Regno Unito, Norvegia, Belgio, Italia, Turchia, Catalogna, Germania, Spagna, Paesi Bassi, Irlanda, Polonia.
Il 30 e il 31 maggio 2015 si è tenuto il secondo Torneo Nazionale AIQ, vinto dai GreenTauros Quidditch Torino. Il torneo ha visto la partecipazione di 6 squadre: GreenTauros Quidditch Torino, Hinkypunks Bologna Quidditch, Lunatica Quidditch Club, Milano Meneghins Quidditch, S.P.Q.R. e Virtute Romana Quidditch. Nella terza edizione, tenutasi a Vignola il 14 e il 15 maggio 2016, il numero delle squadre partecipanti è salito a 8: oltre alle squadre del precedente torneo, si sono infatti aggiunti i Bombarda Brixia Quidditch Club (Brescia) e i Siena Ghibellines Quidditch Club. A vincere il titolo di Campioni d'Italia sono stati i Virtute Romana Quidditch.
Il 31 agosto 2016 AIQ ha annunciato la creazione della Lega Quidditch. Oltre al Torneo Nazionale AIQ, ora denominato "Coppa Italiana", sono stati aggiunti 3 nuovi tornei: il Girone Verde (per le squadre del nord Italia), il Girone Bianco (per le squadre del centro) e il Girone Rosso (per le squadre del sud).
Il 20 e il 21 maggio 2017 si è tenuto il quarto torneo nazionale (da quest'anno "Coppa Italiana Quidditch") a Brindisi allo stadio Franco Fanuzzi e i Virtute Romana Quidditch si sono riconfermati Campioni d'Italia per la seconda volta consecutiva.
Il 19 e il 20 maggio 2018 si è svolto il quinto torneo nazionale (seconda "Coppa Italiana Quidditch") a Roma vinto per la terza volta consecutiva dalla Virtute Romana, la quale può ora freggiarsi del soprannome di "Virtu3".
Per quanto riguarda il sesto torneo nazionale (ovvero la terza "Coppa Italiana Quidditch"), quella del 2019, essa si è svolta i giorni 6 e 7 aprile ancora presso lo stadio Franco Fanuzzi di Brindisi come accadde nel 2017. La squadra vincitrice è stata per la quarta volta consecutiva la Virtute Romana.
Nella primavera del 2019 si è svolto a Carrù, nel cuneese, il primo corso (strutturato il 10 lezioni ed un torneo, 30 ore) per ragazzi (Kidditch) organizzato dall'Istituto Comprensivo "Oderda-Perotti" grazie ad un modulo di un progetto PON-FSE ed all'impegno del prof. Enrico Rinaldi, Dr.ssa Daniela Marchegiani e a Octavian Tulbure dell'ASD Torino Quidditch club.

## Squadre
Esistono diverse squadre attive nel territorio italiano, di cui la maggior parte iscritte alla IQA.
Tra queste ricordiamo:
- Boars Benevento Quidditch - Benevento
- Bologna Quidditch Club - Bologna
- Bombarda Brixia Quidditch Club - Brescia
- Cerberus Quidditch - Bari
- Green-Tauros Quidditch Torino - Torino
- Fenicis Furlanis Quidditch - Udine
- Hydras Quidditch CUS Verona - Verona
- Hinkypunks Bologna Quidditch - Bologna
- Lunatica Quidditch Club - Brindisi
- Manticores Modena - Modena
- Mantova Snidgets Quidditch - Mantova
- Milano Gators Quidditch Team - Milano
- Milano Meneghins Quidditch - Milano
- Perugia Gryphons Quidditch - Perugia
- Phoenix Canavese Quidditch Club - Rivarolo Canavese
- Salentina Centauros Quidditch Club - Salento
- Siena Ghibellines Quidditch Club - Siena
- S.P.Q.R. (Società Professionistica Quidditch Roma) - Roma
- Spritz Foxes Padova Quidditch - Padova
- Virtute Romana Quidditch - Roma

Inoltre sono sorte nuove squadre a Bergamo, Biella, Caserta, Castel Gandolfo, Catania, Cecina, Cesena, Firenze, Foiano della Chiana, Genova, Lucca, Massa, Messina, Mezzano (Ravenna), Novara, Taranto, Trento e Vercelli.